# متنزه فولجيفونا الوطني
حديقة فولجيفونا الوطنية ( النرويجية: Folgefonna nasjonalpark ) تبلغ مساحتها 545.2-كيلومتر-مربع (210.5 ميل2) وهي حديقة وطنية في مقاطعة فيستلاند، النرويج. تقع الحديقة في شبه جزيرة فولجيفونا، وتمتد عبر بلديات كفينهراد، وإيتني، وأولينسفانج. وافتتحت الحديقة الوطنية من قبل الملكة سونيا في 14 مايو 2005.
فولجيفونا هو مصطلح جماعي لثلاثة أنهار جليدية في الحديقة ( Nordre Folgefonna ، وMidtre Folgefonna، و Søndre Folgefonna ). تبلغ مساحتها 168 كيلومتر مربع (65 ميل2) هو ثالث أكبر غطاء جليدي في النرويج. من المحتمل أن يصل سمكها الأقصى إلى 300 إلى 400 متر (980 إلى 1,310 قدم). أعلى نقطة فيها هي 1,662 متر (5,453 قدم) فوق مستوى سطح البحر، ويُعتقد أن هذا هو أحد أكثر الأماكن رطوبة في النرويج، حيث يتلقى هطولًا سنويًا للأمطار يقدر بنحو 5,500 مليمتر (220 بوصة).

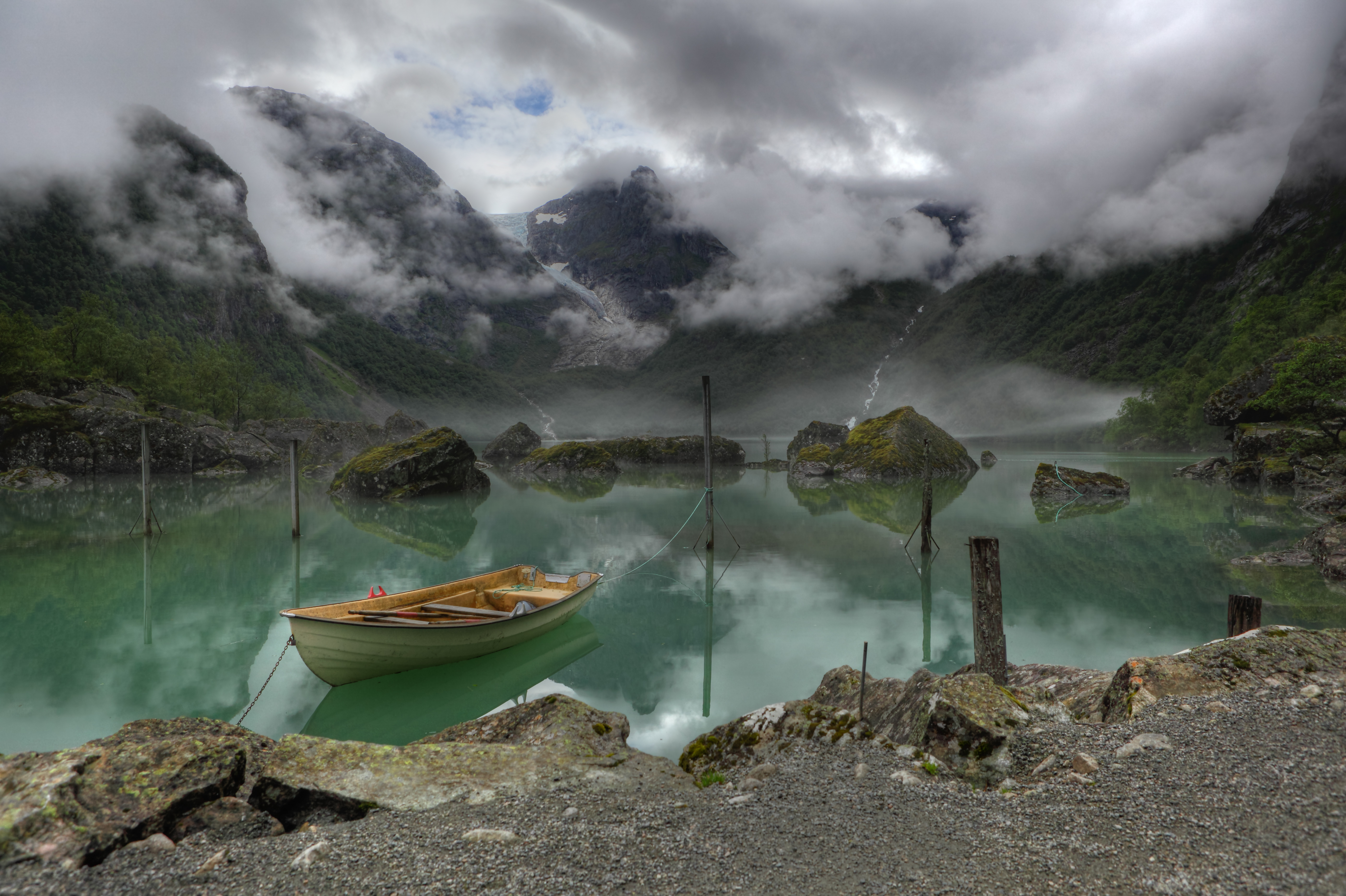
بحيرة بوندهوس، ونهر بوندهوسبرين الجليدي في الخلفية، كجزء من نهر فولجيفونا الجليدي

## أصول الكلمات
العنصر الأول هو folge ويعني "طبقة رقيقة من الثلج" والعنصر الأخير هو الشكل المحدود من fonn ويعني "كتلة من الثلج" أو "نهر جليدي مصنوع من الثلج".

## النباتات والحيوانات
الجبال العالية في الحديقة قاحلة للغاية بحيث لا تزدهر العديد من المخلوقات فيها، ولكن نجد فيها اذدهارا لطيور الترمجان. تعشش النسور الذهبية في العديد من الوديان التي تصل إلى النهر الجليدي وتتغذى على طيور الترمجان في المناطق الجليدية. طيور قبرة المرج هي أكثر الأنواع وفرة فوق خط الأشجار. وفي المناطق المشجرة أسفل خط الأشجار، تكثر الغزلان الحمراء، في الواقع يتم إطلاق النار على المزيد من الغزلان الحمراء في بلدية كفينهراد أكثر من أي مكان آخر في البلاد. يمكن أيضًا العثور على طائر الطيهوج الأسود والطائر الكابركايلي في غابات الصنوبر. هذا أيضًا أحد آخر الأماكن التي يوجد فيها نقار الخشب أبيض الظهر في جميع أنحاء أوروبا الغربية. وتترك الانهيارات الجليدية في هذه المنطقة العديد من الأشجار الميتة في مساراتها وهذا هو بالضبط الموطن المفضل لهذه النقار الخشب.
تزدهر أنواع قوية مثل الأسل ثلاثي الأوراق، والصفصاف القزم، والسعد الصلب رغم التربة الفقيرة. ويمكن أن تنمو نباتات الخلنج الجبلي الطحلبي، والسعد الأحمر، وقطن القطب الشمالي حتى حافة الأنهار الجليدية. ويُعدّ الجنطيانا الأرجواني وملكة الجبال من النباتات المزهرة البارزة التي تزدهر في الحديقة.